# 12944 Robwalrecht
12944 Robwalrecht è un asteroide della fascia principale esterna. Scoperto nel 1960, presenta un'orbita caratterizzata da un semiasse maggiore pari a 3,106363 UA e da un'eccentricità di 0,151076, inclinata di 2,052393° rispetto all'eclittica.
Fa parte della famiglia di asteroidi Temi.
Rob Walrecht è un astronomo amatoriale, docente di astronomia e astrocartografo olandese. In particolare, ha progettato e prodotto un'ampia gamma di planisferi di alta qualità per vari gruppi target e diverse latitudini geografiche.